# Дьявольский наездник
Дьявольский наездник (нем. Der Teufelsreiter) — оперетта в трёх актах венгерского композитора Имре Кальмана. Либретто Эрнста Велиша и Рудольфа Шензера.
Премьера оперетты состоялась 10 марта 1932 года в театре Ан дер Вин в Вене и оказалась последней венской премьерой Имре Кальмана — после аншлюса в 1938 г. он был вынужден эмигрировать. Оперетта выдержала только 125 представлений, однако после войны с успехом шла в театрах Финляндии, Венгрии, Швеции, СССР, Германии. Наиболее популярным из музыкальных номеров этой оперетты стал чардаш Шандора.

## Сюжет
Действие оперетты разворачивается вокруг графа Шандора, влюблённого в дочь своего политического противника князя Миттерниха, Леонтину. Леонтина отвечает Шандору взаимностью, однако отец хочет выдать девушку замуж за сына обанкротившегося князя Монако, принца Карла, который влюблен в танцовщицу Анину.

## Действующие лица
- Ротмистр граф Шандор (тенор)
- Князь Миттерних (разговорная роль)
- Леонтина, его дочь (сопрано)
- Князь Гонорий фон Монако (тенор)
- Карл, его сын (тенор)
- Анина Мирамонти, танцовщица (сопрано)
- Императрица Каролина, жена австрийского императора Фердинанда (разговорная роль)
- Седлински, начальник полиции (разговорная роль)
- Пфейдерер, шпион (разговорная роль)
- Софи фон Зинзендорф, кузина Шандора (сопрано)
- Майор граф Балоти, (тенор)
- Ротмистр граф Кински (разговорная роль)
- Оберлейтенант фон Война (разговорная роль)
- Граф Батчиани, венгерский магнат (разговорная роль)
- Граф Рети, венгерский магнат (разговорная роль)
- Барон Йотвос, венгерский магнат (разговорная роль)
- Губернатор граф Ердеди (разговорная роль)
- Янош, солдат (разговорная роль)
- Ференц, солдат (разговорная роль)
- Офицеры, венгерские богачи, дипломаты, дамы и господа из высшего общества, танцоры императорского балета, полицейские офицеры, лакеи, гости, слуги, ученики и т. д.